# Blanus tingitanus
Blanus tingitanus là một loài thằn lằn trong họ Blanidae. Loài này được Busack mô tả khoa học đầu tiên năm 1988.